# Lousame

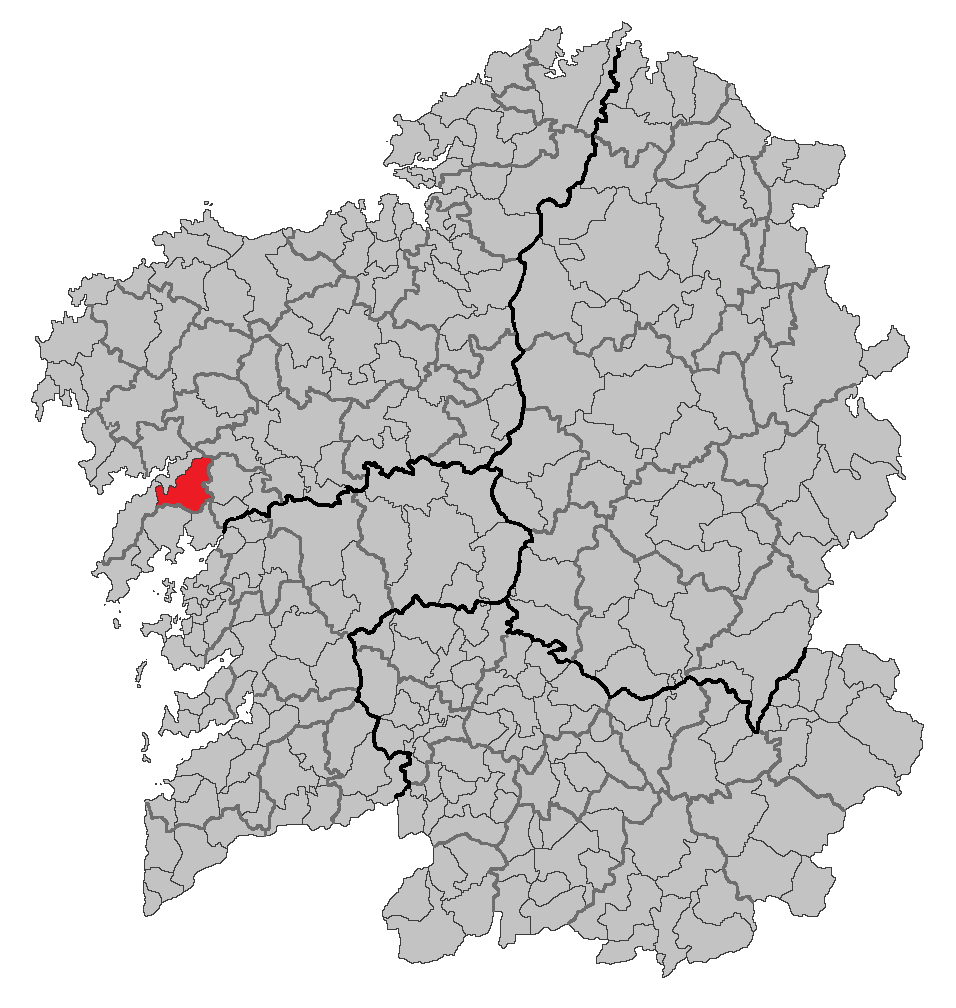
Localização de Lousame

Lousame é um município da Espanha na província 
da Corunha, 
comunidade autónoma da Galiza, de área 94,24 km² com 
população de 3756 habitantes (2007) e densidade populacional de 41,51 hab/km².

## Demografia
| Variação demográfica do município entre 1991 e 2004 | Variação demográfica do município entre 1991 e 2004 | Variação demográfica do município entre 1991 e 2004 | Variação demográfica do município entre 1991 e 2004 |
| --------------------------------------------------- | --------------------------------------------------- | --------------------------------------------------- | --------------------------------------------------- |
| 1991                                                | 1996                                                | 2001                                                | 2004                                                |
| 4667                                                | 4461                                                | 4077                                                | 3912                                                |